# دير غراب (الحديدة)
دير غراب هي إحدى قرى مديرية الزيدية، التابعة لمحافظة الحديدة اليمنية، بلغ تعداد سكانها 1296 نسمة حسب الإحصاء الذي أجري عام 2004.